# Indotyphlops lankaensis
Espèce
Synonymes
- Typhlops lankaensis Taylor, 1947

Indotyphlops lankaensis est une espèce de serpents de la famille des Typhlopidae. 

## Répartition
Cette espèce est endémique du Sri Lanka.

## Description
Dans sa description Taylor indique que la taille des spécimens en sa possession varie de 67 à 130 mm dont entre 2,4 et 4,7 mm pour la queue. Ce serpent a le dos brun clair, un peu plus sombre au milieu et plus clair sur les côtés. Sa face ventrale est crème.

## Étymologie
Son nom d'espèce, composé de lanka et du suffixe latin -ensis, « qui vit dans, qui habite », lui a été donné en référence au lieu de sa découverte, Lanka, l'ancien nom de l'île de Ceylan, actuellement Sri Lanka.

## Publication originale
- Taylor, 1947 : Comments on Ceylonese snakes of the genus Typhlops with descriptions of new species. University of Kansas science bulletin, vol. 31, no 13, p. 283-298 (texte intégral).